# Melchor Almagro Díaz
Melchor Almagro y Díaz (13 de marzo de 1850-7 de junio de 1893) fue un político y periodista español.

## Biografía
A Almagro, que nació en Granada el 13 de marzo de 1850, Ossorio y Bernard le describe como «hombre político, elocuente orador y periodista batallador». En 1870 redactaba en Madrid el periódico radical La Propaganda y también dirigió en Granada La Idea. Falleció el 7 de junio de 1893. Fue padre de Melchor Almagro San Martín.